# Sphenacanthus
Genre
Espèces de rang inférieur
- † Sphenacanthus aequistriatus Davis, 1879
- † Sphenacanthus carbonarius Giebel, 1848
- † Sphenacanthus costellatus Traquair, 1884
- † Sphenacanthus hybodoides Newberry, 1873
- † Sphenacanthus ignis Figueroa & Gallo, 2017
- † Sphenacanthus gondwanus Silva Santos, 1947
- † Sphenacanthus maranhensis Silva Santos, 1946
- † Sphenacanthus marshi Newberry, 1873
- † Sphenacanthus riorastoensis Pauliv et al., 2012
- † Sphenacanthus sanpauloensis Chahud et al., 2010
- † Sphenacanthus serrulatus Agassiz, 1837

Sphenacanthus est un genre éteint de requins préhistoriques de l’ordre également éteint des Xenacanthiformes. Il a vécu du Dévonien au Permien (-359 millions d’années).
Son espèce type est Sphenacanthus serrulatus (Agassiz, 1837).
Sphenacanthus chassait probablement de petits poissons et vivait dans des lagons d’eau douce.